# Breakthrough Initiatives
Breakthrough Initiatives (deutsch ‚Durchbruch-Initiativen‘) ist ein im Juli 2015 von dem russischen Unternehmer Juri Borissowitsch Milner begründetes und finanziertes Forschungsprogramm, das sich mit Kontaktmöglichkeiten zu intelligentem außerirdischen Leben befasst. Mit Stand April 2016 bestehen in diesem Rahmen drei Einzelprogramme:
- Breakthrough Listen (‚Durchbruch: Lauschen‘) hat als SETI-Projekt das Ziel, innerhalb von zehn Jahren über eine Million Sterne nach künstlich erzeugten Radio- oder Lasersignalen abzusuchen.

- Breakthrough Message (‚Durchbruch: Botschaft‘): Dieses Programm beschäftigt sich mit Botschaften, die an potentielles außerirdisches Leben im Weltall gesendet werden könnten. Das Programm enthält noch keine Pläne, eine solche Botschaft auszusenden, und es sei zum jetzigen Zeitpunkt explizit davon abgeraten, eine solche zu senden. Zuvor sei eine breite Diskussion über Risiken und Chancen nötig.[2]
- Breakthrough Starshot (‚Durchbruch: Sternenschuss‘) untersucht die Möglichkeit, einen Schwarm von Mikro-Raumsonden (“starchips”) mit Laserstrahlen auf 20 % der Lichtgeschwindigkeit zu beschleunigen und so Alpha Centauri innerhalb von 20 Jahren zu erreichen.